# 13. etape af Tour de France 2008
Trettende etape af Tour de France 2008 blev kørt fredag d. 18. juli og gik fra Narbonne til Nîmes.
Ruten var 182 km. lang.
- Etape: 13
- Dato: 18. juli
- Længde: 182 km
- Danske resultater:

84. Nicki Sørensen + 0.15
- Gennemsnitshastighed: 41,1 km/t

## Sprint og bjergpasseringer

### 1. sprint (Saint-Bauzille-de-Montmel)
Efter 139,5 km
| Vinder | Niki Terpstra       | 6p |
| 2.     | Florent Brard       | 4p |
| 3.     | Juan Antonio Flecha | 2p |

### 2. sprint (Villevieille)
Efter 155,5 km
| Vinder | Niki Terpstra | 6p |
| 2.     | Florent Brard | 4p |
| 3.     | Stéphane Auge | 2p |

### 1. bjerg (Côte de la Resclauze)
4. kategori stigning efter 62 km
| Plads | Navn           | Point |
| ----- | -------------- | ----- |
| 1.    | Florent Brard  | 3     |
| 2.    | Niki Terpstra  | 2     |
| 3.    | Sebastian Lang | 1     |

### 2. bjerg (Côte de Puéchabon)
4. kategori stigning efter 105,5 km
| Plads | Navn          | Point |
| ----- | ------------- | ----- |
| 1.    | Florent Brard | 3     |
| 2.    | Niki Terpstra | 2     |
| 3.    | Bernhard Kohl | 1     |

### 3. bjerg (Pic Saint-Loup)
4. kategori stigning efter 126 km
| Plads | Navn           | Point |
| ----- | -------------- | ----- |
| 1.    | Florent Brard  | 3     |
| 2.    | Niki Terpstra  | 2     |
| 3.    | Sebastian Lang | 1     |

## Resultatliste
|    | Navn               | Land           | Hold               | Tid     |
| -- | ------------------ | -------------- | ------------------ | ------- |
| 1  | Mark Cavendish     | Storbritannien | Team Columbia      | 4:25.42 |
| 2  | Robbie McEwen      | Australien     | Silence-Lotto      | + 0.00  |
| 3  | Romain Feillu      | Frankrig       | Agritubel          | + 0.00  |
| 4  | Heinrich Haussler  | Tyskland       | Team Gerolsteiner  | + 0.00  |
| 5  | Oscar Freire       | Spanien        | Rabobank           | + 0.00  |
| 6  | Thor Hushovd       | Norge          | Crédit Agricole    | + 0.00  |
| 7  | Leonardo Duque     | Colombia       | Cofidis            | + 0.00  |
| 8  | Erik Zabel         | Tyskland       | Team Milram        | + 0.00  |
| 9  | Julian Dean        | New Zealand    | Team Garmin        | + 0.00  |
| 10 | Sébastien Chavanel | Frankrig       | Française des Jeux | + 0.00  |